# Sam Smith (cestista 1944)
Sam Smith (Hazard, 27 gennaio 1944 – Indianapolis, 19 maggio 2022) è stato un cestista statunitense, professionista nella ABA.

## Carriera
Venne selezionato dai Cincinnati Royals al terzo giro del Draft NBA 1967 (28ª scelta assoluta).

## Palmarès
- Campionato ABA: 1

Utah Stars: 1971